# Agapetes macrophylla
Agapetes macrophylla är en ljungväxtart som beskrevs av Charles Baron Clarke. Agapetes macrophylla ingår i släktet Agapetes och familjen ljungväxter. Inga underarter finns listade i Catalogue of Life.